# شير ليغوتوان
شير ليغوتوان (بالإنجليزية: Shere Lekgothoane)‏ (10 أكتوبر 1979 ببولوكوان في جنوب أفريقيا - ) هو لاعب كرة قدم جنوب أفريقي في مركز الدفاع. لعب مع ماميلودي صن داونز ونادي مبومالانجا بلاك أسأت وموروكا سوالوز ونادي جومو كوزموز وRia Stars F.C. ‏.

## وصلات خارجية
- شير ليغوتوان على موقع قاعدة بيانات كرة القدم.إي يو (الإنجليزية)